# T & F Cycle Car Company
T & F Cycle Car Company, vorher Climax Electric Works, war ein US-amerikanischer Hersteller von Automobilen.

## Unternehmensgeschichte
Levi W. Flagg und William E. Taft, der vorher die United States Mobile & Power Company leitete, gründeten 1906 Climax Electric Works. Der Sitz war in New Salem in Massachusetts. Sie planten die Produktion eines billigen Elektroautos. Aus Preisgründen entschieden sie sich für die ab 1906 laufende Serienfertigung aber für einen Ottomotor als Antrieb. Der Markenname lautete Climax. Wann genau die Umfirmierung in T & F Cycle Car Company erfolgte, ist nicht bekannt. Ab 1907 wurden selbst hergestellte Motoren sowie Fahrzeugzubehör angeboten. 1908 zog das Unternehmen in eine größere Fabrik in der gleichen Stadt. Wenig später schied Taft aus. 1911 wurde die Insolvenz vorgemerkt. Daraufhin endete die Fahrzeugproduktion zunächst. 1914 wurden Bausätze als T & F angeboten. Zubehör entstand noch bis 1915.

## Produkte
Im Angebot als Climax stand nur ein Fahrzeugmodell. Ein Zweizylindermotor mit 18 PS Leistung trieb über ein Friktionsgetriebe die Hinterachse an. Das Fahrgestell hatte 229 cm Radstand. Offene Aufbauten als Runabout und Roadster sind überliefert. Der Neupreis betrug 500 US-Dollar für ein Komplettfahrzeug und 290 Dollar für einen Bausatz.
Die T & F waren Kit Cars. Das Unternehmen lieferte die Teile. Eine Abbildung ist mit Cyclecar und Roadster bezeichnet, wobei unklar bleibt, ob die Kriterien für Cyclecars eingehalten wurden.
Die angebotenen Ottomotoren waren luftgekühlt. Friktionsgetriebe gab es in mindestens zwei Ausführungen. Abnehmer waren viele Hersteller von Cyclecars und Kleinwagen wie die Westfield Manufacturing Company.